# Haris Anastasiou
Haris Anastasiou (Grieks: Χάρης Αναστασίου) is een Cypriotisch zanger.

## Biografie
Anastasiou trok in 1983 naar New York, waar hij dans studeerde aan de Alvin Ailey American Academy of Dance. In datzelfde jaar mocht hij als achtergronddanser optreden naast Madonna. In 1987 deed hij hetzelfde bij Alexia Vassiliou op het 1987 in de Belgische hoofdstad Brussel. Drie jaar later nam hij zelf deel aan de nationale preselectie, die hij won met het nummer Milas poli. Op het Eurovisiesongfestival 1990 in het Joegoslavische Zagreb eindigde hij op de veertiende plek.
1981: Island · 
1982: Anna Vissi · 
1983: Stavros & Konstandina · 
1984: Andy Paul · 
1985: Lia Vissi · 
1986: Elpida · 
1987: Alexia · 
1989: Fani Polymeri & Yiannis Savvidakis · 
1990: Haris Anastasiou · 
1991: Elena Patroklou · 
1992: Evridiki · 
1993: Zimboulakis & Van Beke · 
1994: Evridiki · 
1995: Alexandros Panayi · 
1996: Constantinos Christoforou · 
1997: Hara & Andreas Konstantinou · 
1998: Michalis Hatzigiannis · 
1999: Marlain · 
2000: Voice · 
2002: One · 
2003: Stelios Konstantas · 
2004: Lisa Andreas · 
2005: Constantinos Christoforou · 
2006: Annet Artani · 
2007: Evridiki · 
2008: Evdokia Kadi · 
2009: Christina Metaxa · 
2010: Jon Lilygreen & The Islanders · 
2011: Christos Mylordos · 
2012: Ivi Adamou · 
2013: Despina Olympiou · 
2015: Giannis Karagiannis · 
2016: Minus One · 
2017: Hovig · 
2018: Eleni Foureira · 
2019: Tamta · 
2021: Elena Tsagrinou · 
2022: Andromache · 
2023: Andrew Lambrou · 
2024: Silia Kapsis · 
2025: Theo Evan